# Departamento de Curacó
Departamento de Curacó är en kommun i Argentina.   Den ligger i provinsen La Pampa, i den centrala delen av landet, 800 km sydväst om huvudstaden Buenos Aires.
Omgivningarna runt Departamento de Curacó är i huvudsak ett öppet busklandskap. Trakten runt Departamento de Curacó är nära nog obefolkad, med mindre än två invånare per kvadratkilometer.